# Allemant (Marne)
Allemant ist eine französische Gemeinde im Département Marne in der Region Grand Est. Sie gehört zum Arrondissement Épernay und zum Kanton Sézanne-Brie et Champagne. Allemant ist umgeben von den Nachbargemeinden Mondement-Montgivroux im Nordwesten, Reuves im Norden, Broussy-le-Petit im Nordosten, Broussy-le-Grand im Osten, Linthes und Connantre im Südosten, Saint-Loup im Süden, Péas im Südwesten und Broyes im Westen.

## Bevölkerungsentwicklung
| Jahr      | 1962 | 1968 | 1975 | 1982 | 1990 | 1999 | 2008 | 2018 |
| --------- | ---- | ---- | ---- | ---- | ---- | ---- | ---- | ---- |
| Einwohner | 171  | 140  | 156  | 168  | 148  | 169  | 167  | 170  |

## Sehenswürdigkeiten
- Kirche Saint-Remi, Monument historique

## Weblinks

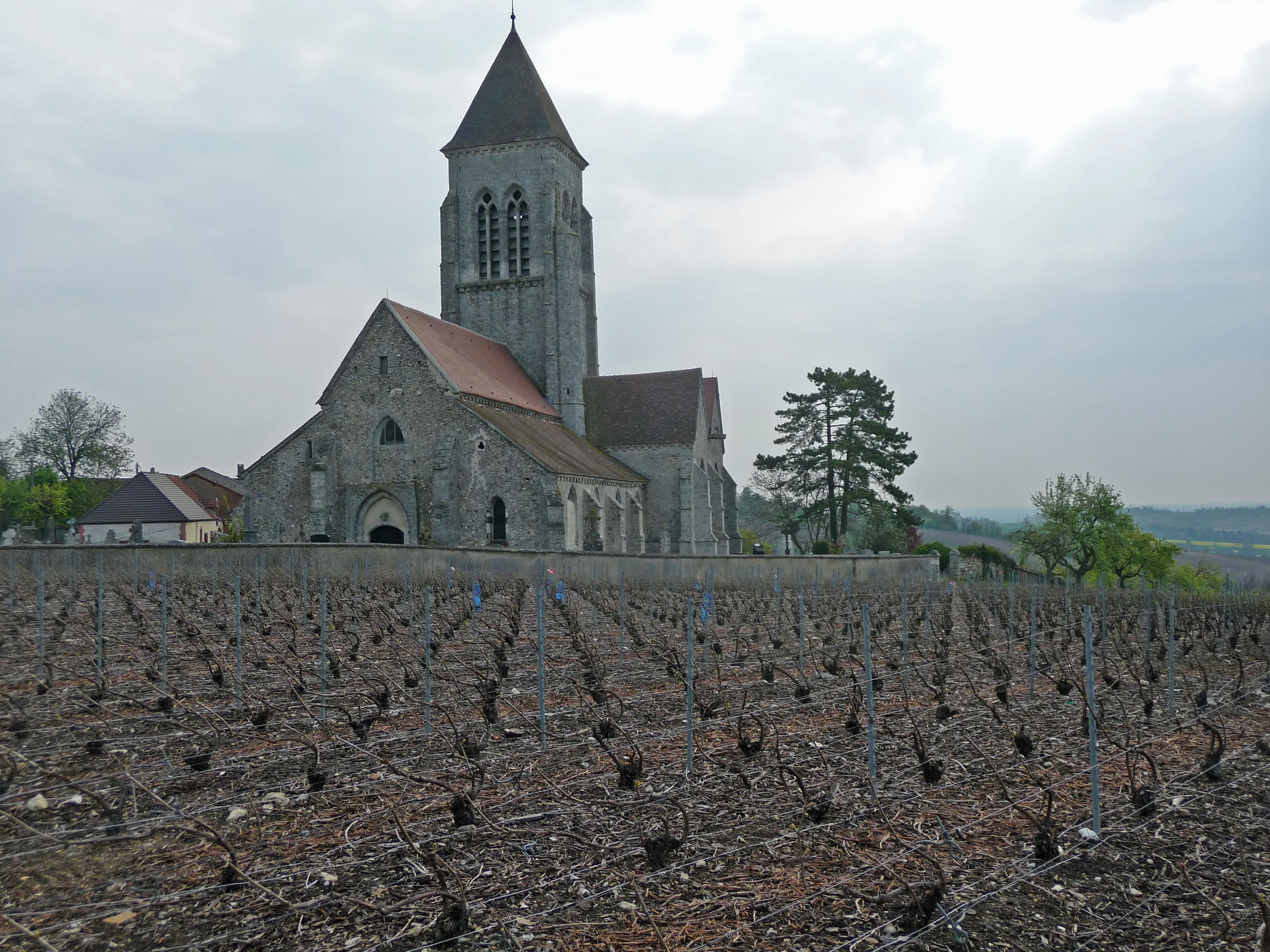
Kirche Saint-Remi